# Pettyes szarvas
A pettyes szarvas (Axis axis) az emlősök (Mammalia) osztályának párosujjú patások (Artiodactyla) rendjébe, ezen belül a szarvasfélék (Cervidae) családjába és a szarvasformák (Cervinae) alcsaládjába tartozó faj.
Korábban a disznószarvasokat (Hyelaphus) is az Axis nembe sorolták, Hyelaphus nevű alnem alatt; de mivel a genetikai kutatások bebizonyították, hogy ezek az állatok a számbárszarvasokkal (Rusa) állnak közelebbi rokonságban, kivonták őket az Axis nemből. Ennek következtében a pettyes szarvas maradt e szarvasnem egyedüli élő képviselője. Az Axis nembe még két fosszilis faj is tartozik.

## Előfordulása
A pettyes szarvasok Indiából, Nepálból, Asszámból és Srí Lankából származnak. A világ különböző területeire telepítették be őket: Ausztráliába, Új-Zélandra, Floridába Brazíliába, Argentínába, sőt Hawaiira és Európába is. Az európai betelepítés azonban nem volt olyan sikeres, mint a dámszarvasnál, és az állomány mára már csak Anglia és Németország nagyobb vadasparkjaira korlátozódik. A pettyes szarvasokat szépségük miatt már az ókortól kezdve exportálták Nepálból, Asszámból és Srí Lankáról.

## Alfajai
Egyes rendszerezők szerint a Srí Lankán élő állomány külön alfajt, vagy akár külön fajt alkot; ennek következtében pedig e két alfaj létezhet:
- közönséges pettyes szarvas (Axis axis axis)
- Srí Lanka-i pettyes szarvas (Axis axis ceylonensis)

## Megjelenése
Testhossza 140-150 centiméter, farokhossza 20-30 centiméter, marmagassága 100 centiméter, testtömege 75-100 kilogramm. Agancsa a gímszarvaséhoz hasonló, de gyengébb és nincs koronaképzés. Nem képez lapátokat sem, mint a dámszarvas, amelyhez szőrzete mintázatában hasonló. A vörösesbarnától a sárgásbarnáig terjedő alapszínben gyöngysorszerűen fehér pettyek helyezkednek el, amelyek nemcsak a borjú szőrzetén találhatók meg, hanem az egész élet folyamán megmaradnak. Ehhez járul még egy sötét, fekete hátszíj is. Feltűnőek a nagy, sötét szemek és a hosszú felső szempillák.
Fejének finom, majdnem törékeny felépítése az Axis nem képviselőjének trópusi eredetére utal. A pettyes szarvas méretben a dámszarvas és a gímszarvas között helyezkedik el. A vadasparkokban kereszteződhetnek a szintén hasonló szikaszarvasokkal.
A szőrzet pöttyös mintája törzsfejlődéstanilag régi bélyeg és nem új szerzemény. Csak minden olyan fajnál, amelyik behatolt a hidegebb élettérbe, a fiatal korra korlátozódott.

## Életmódja

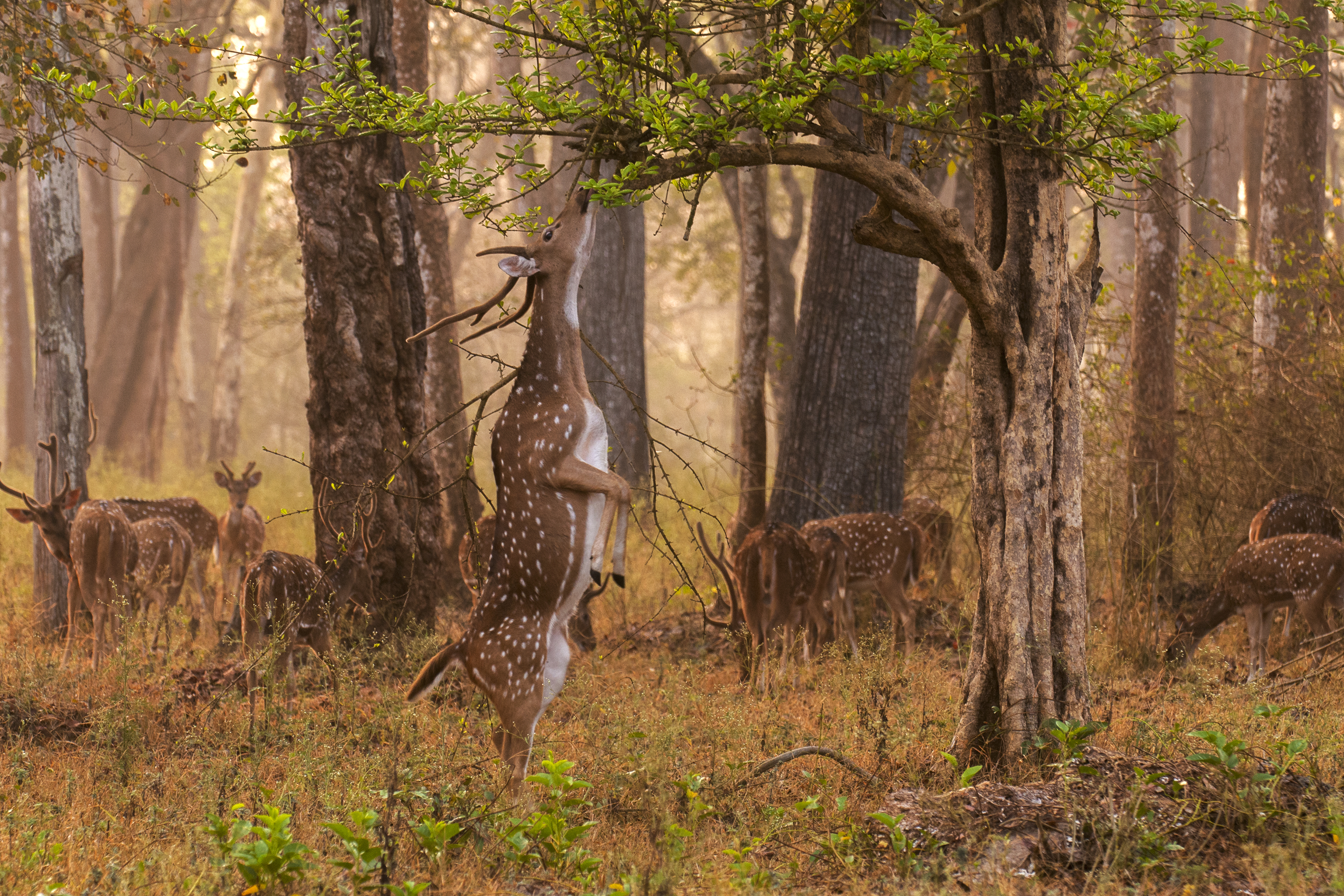
Hátsó lábaira állva a fák leveleit legeli

Alapvetően erdőkben élő faj. Mindig víz közelben szeret tartózkodni. A pettyes szarvas a Himalája lábainál is előfordul; a havat és a nagy hideget azonban nem viseli el. A Gangesz deltájában is látni, mert szereti a víz közelségét, és veszély esetén – mivel jó úszó – bele is menekül.
Eredeti életterének megfelelően a pettyes szarvas melegebb éghajlatot igényel, Nyugat- és Közép-Európában a szabadban túl rideg lenne számára a klíma. Csak az ember segítségével, a legjobb táplálék mellett képes átvészelni a telet még Európa enyhébb éghajlatú régióiban is.
A pettyes szarvas inkább nappal aktív, más szarvasoktól eltérően. Kisebb-nagyobb csordákban él, amelyeket nőstények vezetnek. A fiatal állatok ezekben a csordákban maradnak, amelyekhez a bikák az üzekedési időszakon kívül csak időszakosan csatlakoznak. Az idős bikák magányosak, így az agglegénycsoportokat főleg fiatal bikák alkotják. Mivel a pettyes szarvasok trópusi-szubtrópusi területről származnak, a párzási időszak nem korlátozódik szűk időszakra, így télen is történhet ellés. A pettyes szarvasok néha évente kétszer is ellenek; ez a magatartás szintén a trópusi eredetre utal.
Fő táplálékát füvek és lágy szárú növények képezik.

## Szaporodása
A vemhesség 7-7,5 hónap. A nőstények a borjakat rejtekhelyeken hagyják, és csak szoptatni keresik fel őket. Alig egy hét után követik anyjukat, aki a csordához vezeti őket.

## Természetvédelmi helyzete
Jelenleg nagyon gyakori fajnak számít. Magyarországon a Veszprémi állatkertben, a győri Xántus János Állatkertben él egy-egy csapat, illetve  több magántartónál is megtalálható.

## Képek
|  |  |  |  |  |